# Mitrastemon yamamotoi
Mitrastemon yamamotoi är en tvåhjärtbladig växtart som beskrevs av Tomitaro Makino. Mitrastemon yamamotoi ingår i släktet Mitrastemon och familjen Mitrastemonaceae. Utöver nominatformen finns också underarten M. y. kanehirai.